# Linga (Vaila)

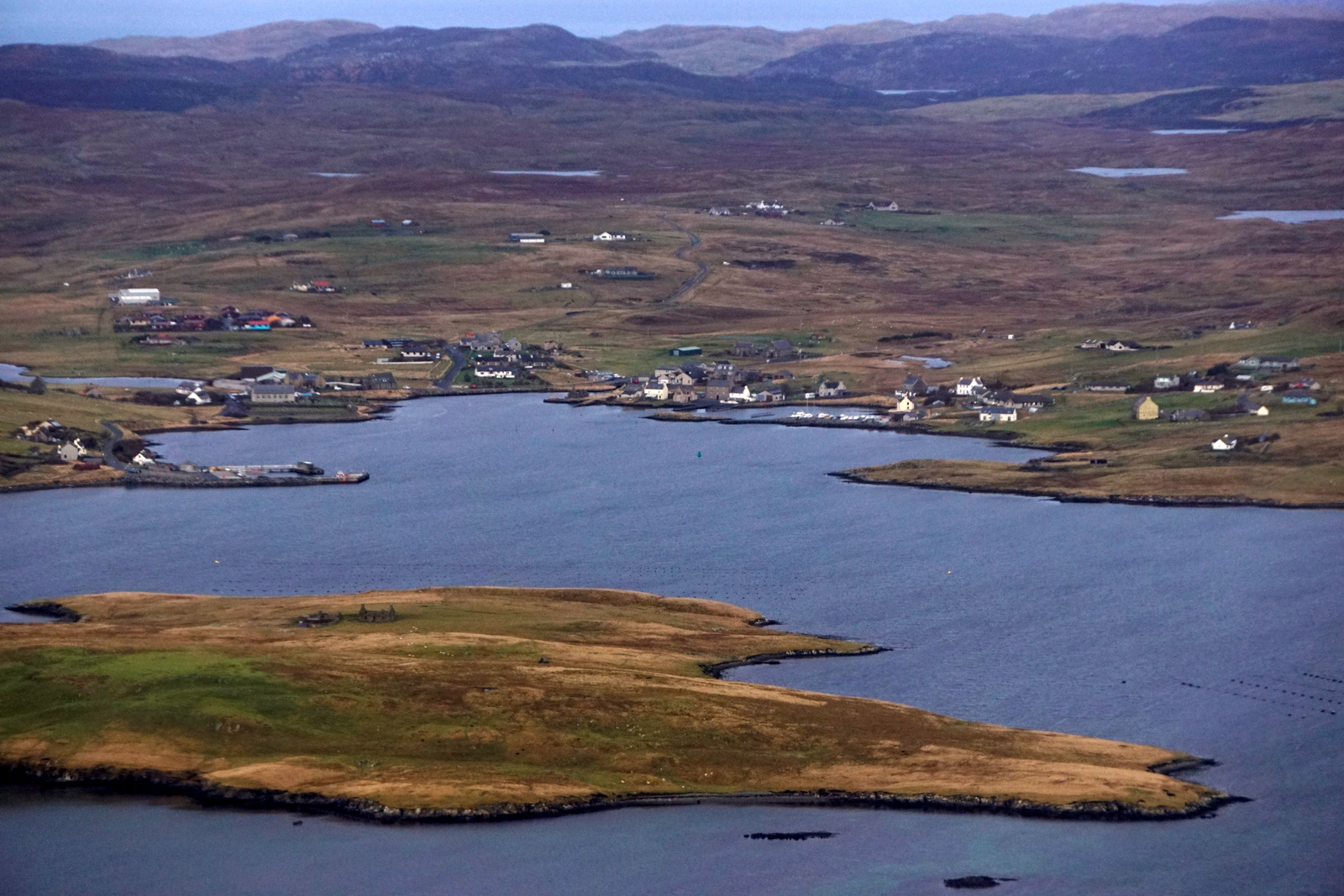
Linga und Walls aus der Luft

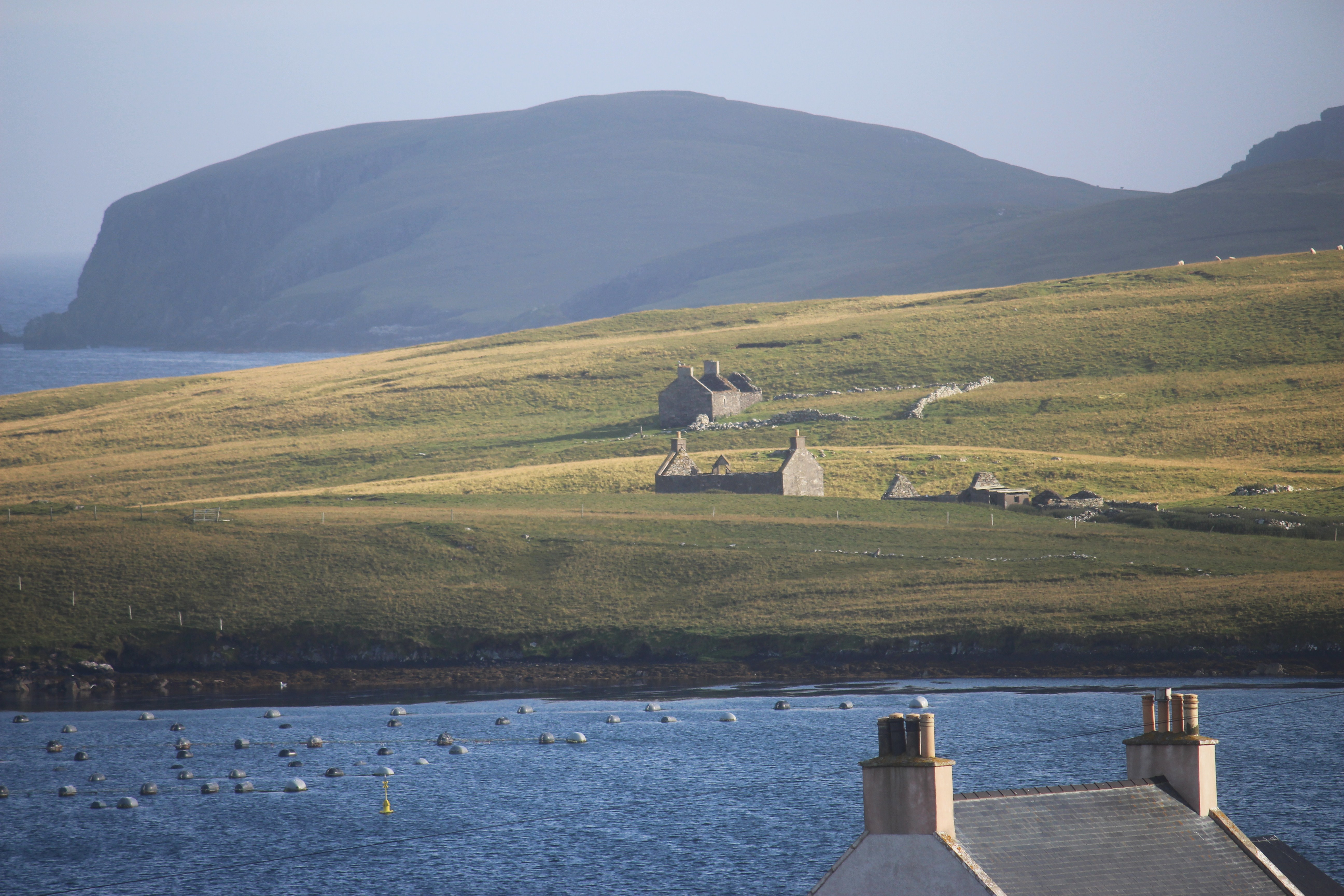
Verlassene Häuser auf Linga

Linga ist eine Insel, die im Nordwesten der zu Schottland zählenden Shetlands liegt.

## Geographie
Linga liegt im Vaila Sound, etwa einen Kilometer nordwestlich der Halbinsel Whites Ness und etwa anderthalb Kilometer südlich von Walls im Westen von Mainland. Linga erreicht eine Höhe von etwa 28 Metern.
Weitere Inseln in der Nähe sind Vaila im Süden und Holm of Breibister im Westen.

## Historisches
Auf Linga lebten 1881 13 Menschen, 1931 waren es nur noch zwei. Die Insel ist heute unbewohnt. Im Rahmen der historischen Gliederung Schottlands in Civil Parishes zählt Linga zu Walls and Sandness.